# Lionel de Cesti
Pour les articles homonymes, voir Werther et CESTI.
Marie Werther Cesty, dit Lionel de Cesti, né le 15 octobre 1846 à Bône (Algérie française) et mort le 2 janvier 1924 à Paris 9e, est un militaire, aventurier, agent électoral et escroc français.

## Biographie

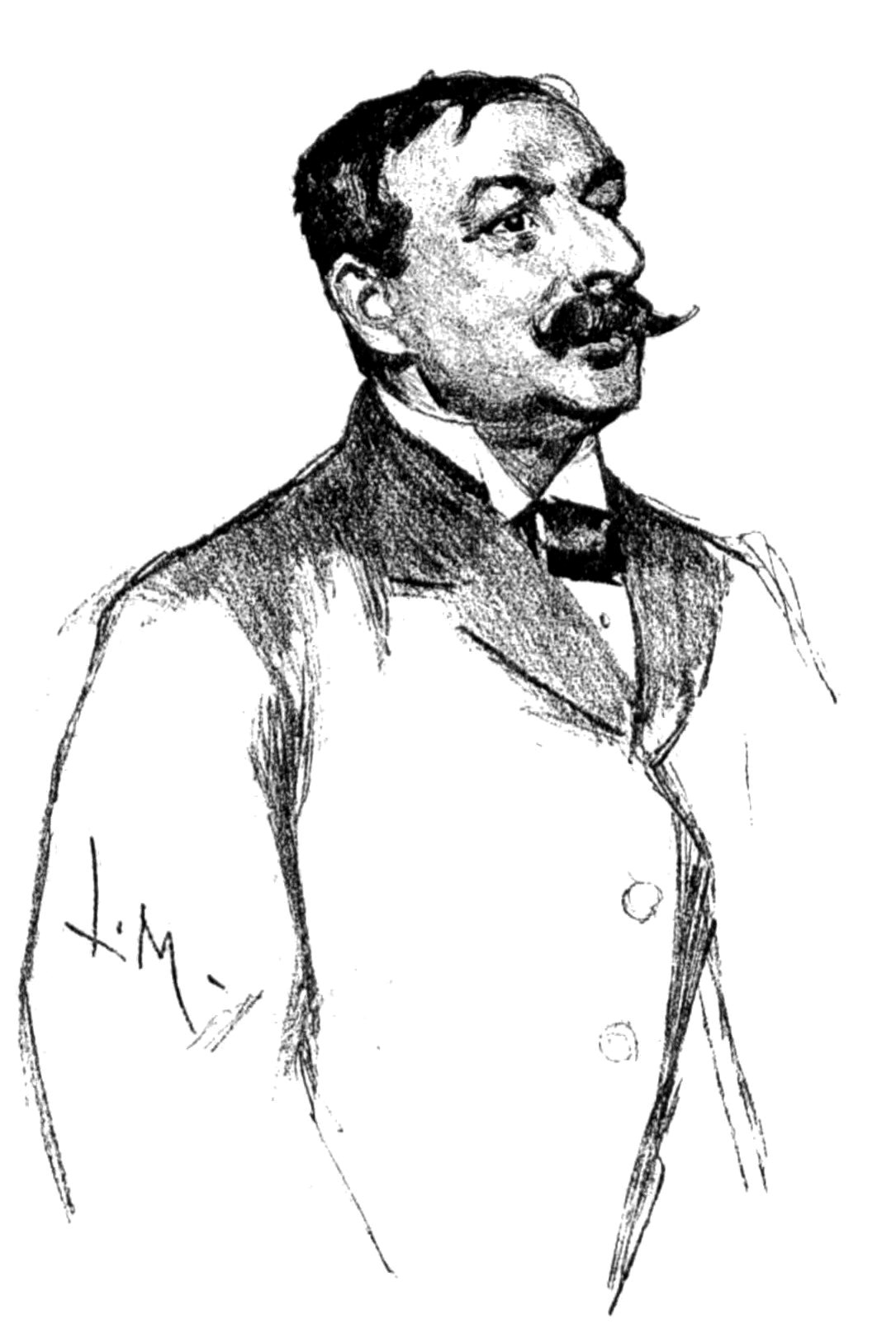
Lionel de Cesti pendant le procès de l'affaire Max Lebaudy (dessin de Louis Malteste, 1896).

Marie Werther Cesty, qui se fera appeler plus tard Werther Lionel de Cesti est né à Bône, place d'Armandy, le 15 octobre 1846. Il est le fils de Marie Monserata Boldrini (1824-1894) et de Werther Augustin Cesty, dit Curtius Augustin Werther de Cesti (1803-1879), chirurgien major au 2e régiment de la Légion étrangère.
Son père, né en 1803 dans les États pontificaux ou dans le royaume d'Étrurie puis naturalisé Français grâce à son service dans la Légion, a peut-être adopté à cette dernière occasion le nom de « Cesti », auquel il aurait ensuite ajouté une particule d'apparence nobiliaire (absente des annuaires militaires). Indiqué comme l'un de ses prénoms, « Werther » pourrait être son véritable patronyme.
Lionel Werther de Cesti est encore mineur lorsqu'il s'engage, le 22 décembre 1863, dans l'escadron du train des équipages de la Garde impériale. Après avoir pris part à la guerre franco-allemande, il est nommé sous-lieutenant le 1er novembre 1870. Par la suite, il accède au grade de lieutenant au 1er escadron du train des équipages. Mal noté et endetté (il est muni d'un conseil judiciaire en août 1874), il est mis en non-activité par retrait d'emploi le 10 mai 1876. Rappelé quelques mois plus tard, il quitte définitivement l'armée le 16 janvier 1878 et mène à Paris une vie de rentier et d'homme d'affaires.
Agent électoral engagé au service du boulangisme par le comte Dillon, Lionel de Cesti est l'un des organisateurs de la campagne victorieuse du général Boulanger lors de l'élection partielle de la Somme en août 1888. Malgré le coût exagérément élevé de ses services, il continue d'être employé par les boulangistes et contribue ainsi à l'élection de Lucien Millevoye lors des législatives de 1889.
Dès cette époque, Lionel de Cesti suscite des méfiances dans son propre camp et sera bientôt suspecté d'être un informateur du ministre de l'Intérieur Ernest Constans. De fait, dans un rapport daté du 29 janvier 1897, l'agent Guénée le mentionne parmi d'autres ex-agents de la Sûreté tels qu'Isaïe Levaillant, Maurice Souffrain et Eugène Dupas.
En 1893, il est mêlé à l'affaire Norton après avoir participé aux manipulations du faux document à l'origine de ce scandale politique qui aboutit notamment à la démission de Millevoye. La même année, à l'occasion des élections législatives, il est le directeur de campagne d'Édouard Drumont, qui brigue la première circonscription d'Amiens après le retrait de Millevoye. Drumont est battu malgré les fortes sommes engagées, celles-ci ayant été en grande partie empochées par Lionel de Cesti.
En 1895, alors que Mathieu Dreyfus enquête afin de découvrir le véritable coupable de la trahison pour laquelle son frère a été condamné, Lionel de Cesti le dirige, moyennant finances, sur la (fausse) piste de l'officier Donin de Rosières tout en informant de sa démarche le colonel Henry, qui peut ainsi la rapporter à Esterhazy. Un ouvrage relatif à l'affaire Dreyfus et paru à la fin du XXe siècle prétend que Cesti serait l'assassin du colonel Henry, dont le meurtre aurait été maquillé en suicide. Cependant, l'historien Philippe Oriol, spécialiste du sujet, a démontré que cette affirmation n'est étayée par aucune source fiable.
Accusé de vivre luxueusement aux dépens de riches héritiers, Lionel de Cesti est condamné à treize mois de prison et 500 francs d'amende en mars 1896 pour avoir extorqué de l'argent au jeune millionnaire Max Lebaudy. Il bénéficie cependant d'une libération conditionnelle dès le mois d'août suivant.
En janvier 1913, il réside toujours à Paris, au no 3 de la rue Duguay-Trouin. En mai de la même année, il obtient la mainlevée de son conseil judiciaire.